# 褐冠幽鹛
褐冠幽鹛（学名：Pellorneum fuscocapillus），是画眉科幽鹛属的一种，分布于印度和斯里兰卡。该物种的保护状况被评为无危。
褐冠幽鹛的平均体重约为30.0克。栖息地包括亚热带或热带的（低地）湿润疏灌丛、亚热带或热带的湿润低地林、亚热带或热带严重退化的前森林和亚热带或热带的湿润山地林。